# Satanismus

Das nach unten weisende Pentagramm wird häufig als Symbol für Satanismus verwendet

Unter den Begriff Satanismus werden verschiedene Bewegungen zusammengefasst, die sich positiv auf Satan bzw. auf das gesellschaftlich als das Böse angesehene beziehen. Sie stehen nicht unbedingt miteinander in Verbindung. Als literarische Strömung ist Satanismus seit dem 17., als religiöse Bewegung seit dem frühen 18. Jahrhundert belegt. Man unterscheidet in der Regel zwei Richtungen des Satanismus. Der „traditionelle“ (theistische) Satanismus beinhaltet das Verehren von Gottheiten. Darin gilt das Kriterium, dass die Figur Satans mehr oder weniger im Mittelpunkt steht. Beim „modernen“ Satanismus hingegen wird ein atheistischer und rationalistischer Standpunkt vertreten. Kleinster gemeinsamer Nenner zahlreicher Richtungen des modernen Satanismus ist hierbei der Anthropozentrismus, im Besonderen die Betonung der Freiheit des Menschen. Damit steht der Satanismus vor allem im Gegensatz zu religiösen Strömungen, die die Vorherbestimmung und Unvollkommenheit des Menschen betonen. Eine Vermischung des traditionellen Satanismus und modernen Satanismus ist trotz alldem möglich. In der Öffentlichkeit wird Satanismus vor allem als Gegenstand von Schauergeschichten, Sensationsjournalismus und Verschwörungstheorien wahrgenommen.

## Ursprünge
Der Begriff Satanismus bezieht sich etymologisch auf „Satan“ und damit auf den Kulturraum der monotheistischen Religionen Judentum, Christentum und Islam. Allerdings geht die Idee einer dualistisch angelegten Welt, in der ein sehr stark vereinfachter Kampf zwischen Gut und Böse ausgefochten wird, auf ältere Religionen wie den Zoroastrismus zurück. Im Zentrum dieses Glaubens steht der Schöpfergott Ahura Mazda gegen Ahriman. Gnostische Strömungen übernahmen diesen Dualismus. Ein Motiv des modernen Satanismus – die Vergöttlichung des Menschen („Deus est homo“) – findet sich etwa auch bei gnostischen Schlangenkulten der Antike (Ophiten). Sie schimmert in dem Satz „Ihr werdet sein wie Gott und wissen, was gut und böse ist“ (Gen 3,5 ) durch.

### Judentum
Satan (hebr. שטן) bedeutet ‚Anfeinder‘, ‚Gegner‘ und ‚Widersacher‘. Im Judentum ist Satan derjenige, der die Seite der Anklage am Richterstuhl Gottes vertritt (Sach 3 ). Dies verdeutlicht zugleich seine untergeordnete Funktion: Er handelt im Auftrag Gottes.
Diese Auffassung lebt weiter in der Person des Advocatus Diaboli, der diese Funktion bei Verhandlungen am Stuhl Petri ausführt. Im Buch Hiob wird Satan als einer der Söhne Gottes bezeichnet, der in der Hierarchie der Engel so weit oben stand, dass er Zutritt zu Gottes Hofstaat hatte (Hi 1,6 ff. ). Eine polarisierende Deutung der Welt als ein Kampf Gut gegen Böse entstand später aus anderen religiösen Strömungen (persische und babylonische Religionen) in der jüdischen Kultur und war zunächst wenig bedeutsam. Theologisch relevant wurde sie mit dem aufkommenden Christentum.
Satan wurde erst in späteren jüdischen Mythologien wie dem, nach Otto Eißfeldt auf vor 63 v. Chr. datierten, apokryphen Äthiopischen Buch Henoch als gefallener Engel beschrieben, der sich zusammen mit seinen Anhängern gegen Gottes Willen auflehnte und zur Strafe auf die Erde verbannt wurde (1. Henoch 52,3; 53,6).

### Christentum
Der Begriff des Teufels im Neuen Testament ist ursprünglich griechisch Διάβολος, Diàbolos, ‚der Verleumder‘, ‚Durcheinanderwerfer‘, ‚Verwirrer‘, was sich von Διά-βαλλειν, dia-balläin, ‚durcheinanderwerfen‘, herleitet, seltener die griechische Umschrift des hebräischen Wortes Satan mit Σατανας, Satanás. Das Wort personifiziert das Böse in seiner religiösen Funktion des Versuchers, wie es beispielhaft das Bild der Schlange im Paradies darstellt (Gen 3,1–15 ). Im Christentum wird der Teufel als Gegner und Widersacher (hebräisch: Satan) des christlichen Gottes angesehen. Seine Rebellion endet in der endgültigen Niederlage, im ewigen Feuersee (Offb 20,10 ).
Während im Laufe der Jahrhunderte alle nichtchristlichen („heidnischen“) Religionen in Europa von den Christen verdrängt wurden, erhielt der Teufel eine Vielzahl von Beinamen und neuen Gesichtern, da man die alten Gottheiten zu Feinden Gottes erklärte: eine der bekannteren Darstellungen ist die des bockbeinigen Hirtengottes Pan.

### Gnosis
In einigen neo-gnostischen Strömungen wird Satan mit dem römischen Gott Lucifer (‚Lichtträger‘ von lux, lucis "Licht" und ferre "tragen") gleichgesetzt.

### Islam
Dem Islam ist die Vorstellung vom Iblis, einem Schaitan (arab.: الشيطن), also einem von Allah abgewandten Wesen, als Widersacher Gottes oder eine Art Kräfte-Gegenpols fremd. Das Prinzip Gut gegen Böse als Gegenkräfte ist hier nicht anwendbar. Denn nur Allah ist der absolut Mächtige, Iblis ist einzig Versucher der Menschen, dem Allah eine Frist gesetzt hat. Iblis ist nicht allmächtig, doch gefährlich für die Menschen, solange sie wanken und sich Allah nicht vertrauensvoll zuwenden: „Der Satan stachelt zwischen ihnen (zu Bosheit und Gehässigkeit) auf. Er ist dem Menschen ein ausgemachter Feind.“ (Sure 17:53) Folglich gibt es im Islam in der Regel keine Sekten oder Glaubensrichtungen, die sich mit Satan auseinandersetzen. Nach Sure 7:12 wurde Satan aus Feuer, Adam aus Ton geschaffen. Die Sure weist mehrere Satane den Ungläubigen zu, welche diese beschützen und zu Irrtümern verführen sollen (Sure 7:27). Die über Satan verhängte Todesstrafe, weil er im Paradies Adam und Eva verführte, wurde ausgesetzt und findet nach islamischer Vorstellung erst beim Jüngsten Gericht statt (Sure 7:24–25). Die symbolische Steinigung Satans nach der Rückkehr vom Berg Arafat in Mina östlich von Mekka ist eins der traditionellen Rituale der islamischen Pilgerfahrt.

## Satanismus in der Literatur
Anfänglich war Satanismus eine von England ausgehende literarische Strömung, die sich mit dem Bösen integrativ auseinandersetzte. Als Begründer gilt John Milton (1608–1674). Seine Dichtung Paradise Lost (1667), in der erstmals in der Literaturgeschichte ein Satan beschrieben wird, der dem Menschen seine Potentiale bewusst machen soll, zu Wissen und Göttlichkeit zu gelangen, enthält den Satz: Better to reign in hell than to serve in heaven („Lieber in der Hölle herrschen als im Himmel dienen“). Die bekanntesten Vertreter sind der englische Dichter William Blake (1757–1827) sowie die französischen Dichter Marquis de Sade (1740–1814) und Charles Baudelaire (1821–1867). Baudelaire sah nach dem Sündenfall „keine direkte Verbindung mehr nach oben“ und das Heil in einer hyperconscience dans le mal (‚Überbewusstsein im Bösen‘) „vor allem bezüglich der Sexualität“; seine manichäische Haltung zum Bösen mit seiner Ästhetik des Hässlichen fand 1857 Ausdruck im Gedichtband Les Fleurs du Mal (dt. Die Blumen des Bösen). Marquis de Sades Hauptwerk dieser Richtung Les 120 Journées de Sodome ou l’École du Libertinage (dt. Die 120 Tage von Sodom) wurde erst 1904 herausgeben, aber bereits im Jahr 1785 verfasst. In England griff Lord Byron (1788–1824) diese Ideen mit Childe Harold’s Pilgrimage 1812 und Der Korsar 1814 auf; sein von Miltons Satan inspiriertes Drama Cain aus dem Jahr 1821 gilt als das erste satanistische Werk der Weltliteratur. E.T.A. Hoffmann (1776–1822) als Hauptvertreter der sogenannten Schwarzen Romantik in Deutschland ist Autor des 1815/16 herausgegebenen fantastischen Romans Die Elixiere des Teufels. 1865 erregte Giosuè Carducci (1835–1907), der spätere italienische Literatur-Nobelpreisträger von 1906, mit seiner Inno a Satana (Hymne an Satan) Aufsehen.
In seinem 1917 geschriebenen Roman Demian thematisiert Hermann Hesse den Satanismus und lässt einen Protagonisten unter anderem aussprechen: „Also müsse man entweder einen Gott haben, der auch Teufel sei, oder man müsse neben dem Gottesdienst auch einen Dienst des Teufels einrichten.“ Und: „Ich habe Kulte begangen, für die ich Jahre von Zuchthaus absitzen müßte, wenn man davon wüßte.“

## Satanismus in der medialen Darstellung

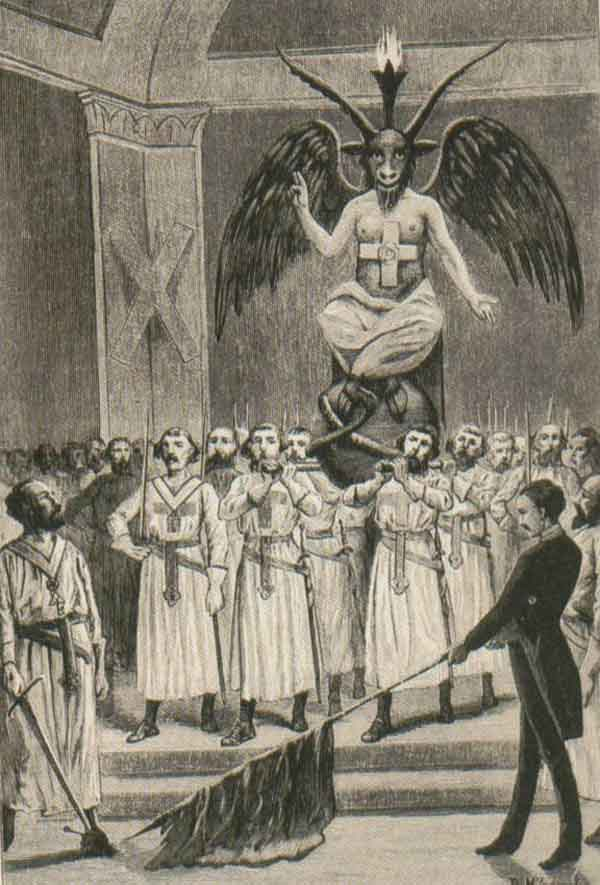
Freimaurer beten Baphomet an. Illustration aus einer Schmäh-Veröffentlichung Leo Taxils

Mediale Darstellungen von Satanismus stützen sich oft auf verbreitete Klischees wie Tier- und Menschenopfer beziehungsweise Ritualmorde im Zusammenhang mit Schwarzen Messen, ohne dafür konkrete Beweise vorlegen zu können. Bei diesen Berichten werden auch okkultistische Gruppierungen ohne Bezug zum Satanismus, wie der Ordo Templi Orientis, genannt. Teilweise werden auch Kriminalfälle wie der Mordfall von Sondershausen als satanistisch motiviert dargestellt.
Häufig werden auch „sexuelle Ausschweifungen“ und „perverse“ sexuelle Praktiken als Bestandteil von Satanismus und satanischen Messen angesehen. Die Schwarze Messe im The Black Book of Satan des Order of Nine Angles (ONA) beispielsweise beinhaltet Hostienfrevel durch Ejakulation auf die Hostie und eine Orgie. In The Black Book of Satan III ist auch eine zusätzliche Version für Homosexuelle zu finden. Toleranz gegenüber Homosexualität zeigen auch Äußerungen von Peter H. Gilmore und Anton Szandor LaVey von der Church of Satan, für die das Sexualleben des Einzelnen ausschließlich dessen Privatsache ist und die Mitgliedschaft von Homosexuellen wie Oliver Fehn und Marc Almond. Im Gegensatz dazu stehen wiederum die homophoben Ansichten von Kerry Bolton und entsprechende Äußerungen zahlreicher Black-Metal-Musiker.
Ab 1885 veröffentlichte der Franzose Léo Taxil die Verschwörungstheorie, die Freimaurer wären in Wahrheit Satanisten. In ihren Logenhäusern würden sie regelmäßig sexualmagische Orgien und Schwarze Messen zelebrieren, ihr oberster Chef erhalte seine Anweisungen von Luzifer persönlich. Diese und andere wüste Behauptungen verbreitete er in mehreren Büchern und in der Broschürenserie Le Diable au XIXe siècle („Der Teufel im 19. Jahrhundert“), von der 240 Titel erschienen. 1897 gestand Taxil öffentlich ein, dass er sich den ganzen Schwindel nur ausgedacht hatte. In der Gegenwart ist der Mythos über satanistische, pädophile Freimaurerzirkel, die sich gegen die Bevölkerung verschworen hätten, in den Verwörungserzählungen der QAnon-Bewegung, welche als rechtsextrem eingestuft wird, wieder zu finden.
Seit den 1960er Jahren wurde von Vertretern der Religiösen Rechten in den USA der Verdacht verbreitet, Rockmusik sei satanisch und würde durch offene oder subliminale Botschaften Jugendliche zu Unzucht, Rebellion und anderem sündigem Verhalten bewegen. Der Prediger Mike Adams behauptete in diesem Zusammenhang etwa, 70 Prozent der Rockmusiker wären homosexuell und hunderte Teenager würden in jedem Jahr unter dem Einfluss satanischer Rockmusik Suizid begehen. Der britische Religionswissenschaftler Christopher Partridge erkennt in diesen Behauptungen die typischen Argumentationsmuster einer Verschwörungstheorie, nämlich dass nichts so scheine, wie es sei, es keinen Zufall gebe und alles miteinander verbunden sei. Verbreitet wurde behauptet, bestimmte Lieder enthielten Rückwärtsbotschaften, die von Satanisten oder gar von Satan selbst stammten. Auf Grundlage dieser Behauptungen wurde die Band Judas Priest 1990 verklagt, zwei Jugendliche durch geheime Botschaften in ihrem Lied Better By You, Better Than Me von ihrem Album Stained Class von 1978 in den Selbstmord getrieben zu haben. Die Band wurde freigesprochen.
In den 1980er und 1990er Jahren war in den Vereinigten Staaten die Annahme verbreitet, Kinder würden in großer Zahl von Mitgliedern satanistischer Sekten rituell missbraucht. Auslöser war 1980 der Bestseller Michelle Remembers, in dem die Autorin angab, mittels Hypnotherapie Erinnerungen an Vergewaltigungen und Folterungen zurückerlangt zu haben, die sie seit ihrem fünften Lebensjahr von Mitgliedern der Church of Satan erlitten habe. 1987 schockierte ein Prozess die amerikanische Öffentlichkeit, in dem es um einen Satanistenring von 100 Lehrern und Erziehern ging, die insgesamt 360 Kinder der McMartin Preschool in Manhattan Beach, Kalifornien, missbraucht haben sollten. In der zweiten Hälfte der 1980er Jahre wurden immer mehr Fälle ritueller Gewalt an Einrichtungen der Kinderbetreuung aktenkundig: Lehrer, Sozialarbeiter, Therapeuten und Polizisten, die in Fortbildungsseminaren über rituelle Gewalt geschult worden waren, entdeckten mittels suggestiver Befragungsmethoden immer neue Fälle. Es entstand eine anti-satanistische „Moral Panic“, eine Massenhysterie, vergleichbar dem Hexenglauben des europäischen Mittelalters. Die Annahme, es gäbe ein großes Netzwerk satanistischer Gruppen, die rituelle Gewalt an Kindern ausüben und jährlich bis zu 60.000 Menschen töten würden, wurde von einer breiten Koalition von fundamentalistischen Christen, Feministinnen, Ärzten, Polizisten und Sozialarbeitern getragen. Seitdem die Angeklagten im McMartin-Prozess wegen erwiesener Unschuld freigesprochen worden waren und der Wahrheitsgehalt von Michelle Remembers in Zweifel gezogen worden war, ging der Glaube an massenhaften satanistischen Kindesmissbrauch Mitte der 1990er Jahre rasch wieder zurück. Heute werden die Berichte darüber auf Erinnerungsverfälschungen, Verschwörungstheorien und den Einfluss von Kinofilmen wie Rosemaries Baby oder Der Exorzist zurückgeführt.
Satanismus wird auch als rechtsextreme Ideologie dargestellt. Die antichristliche Ideologie sei zugleich antisemitisch und die sozialdarwinistische Position biete „extreme Nähen“ zu einem religiös begründeten „faschistischen Menschen- und Weltbild“. Im Gegensatz dazu bezeichnet Fehn Satanisten als rationale Freidenker. Die Church of Satan, der er angehört, ist offiziell apolitisch; in ihrem Text Church of Satan Policy on Politics heißt es:

“Our members span an amazing political spectrum, which includes but is not limited to: Libertarians, Liberals, Conservatives, Republicans, Democrats, Reform Party members, Independents, Capitalists, Socialists, Communists, Stalinists, Leninists, Trotskyites, Maoists, Zionists, Monarchists, Fascists, Anarchists, and just about anything else you could possibly imagine.”

Symbol des Order of Nine Angles

Allerdings wird rechtsextremes und rechtsesoterisches Gedankengut seit den 1990er Jahren von einzelnen Gruppierungen mit satanischen Inhalten verknüpft. Vorreiter war hier der ONA, der Adolf Hitler in seiner Mass of Heresy anruft und den Nationalsozialismus als „(neben traditionellem Satanismus) einzig wahre Häresie“ bezeichnet, die nach einer „Revolution der Seele, einem Triumph des Willens und einer Rückkehr von rassischem Stolz und [rassischer] Pflicht“ rufe. In dessen Tradition stehen unter anderem die Gruppierungen The Black Order und Order of the Left Hand Path/Ordo Sinistra Vivendi von Kerry Bolton, der ein Adept des ONA war, die Fraternitas Loki, The Joy of Satan und der White Order of Thule. Der Schwarze Orden von Luzifer des Schweizers Sartorius, der seine Wurzeln im Gegensatz zum ONA im „modernen“ Satanismus von LaVey und Aquino hat, beruft sich wiederum auf die Ansichten Karl Maria Wiliguts.

## Satanismus als Philosophie und Religion

### Geschichte
Die Anfänge des Satanismus werden im manichäisch-gnostischen Dualismus gesehen, der eine prinzipielle „Gleichrangigkeit von Gott und Teufel“ annahm. Einige gnostische Gruppierungen sollen Satan angebetet haben, damit er ihnen nicht schade. Für einen real existierenden Satanismus in Mittelalter und Frühneuzeit vor dem Hintergrund der Verfolgung von Ketzern und der zahlreichen Hexenverbrennungen dieser Epoche gibt es zum gegenwärtigen Zeitpunkt der Forschung keinerlei Anhaltspunkte. Die Annahme eines im Sinne des Satanismus organisierten Hexenkultes wird von Historikern meist abgelehnt. Es finden sich jedoch Hinweise auf einen echten Satanismus im Prozess gegen Gilles de Rais, in dem sich „das Destruktive des Satanismus in extremer Weise konzentriert hat […], auch wenn die Quellen über ihn von keinen ausgedehnten Teufels-Ritualen berichten“.
In der Zeit der Romantik versuchte Robert Southey, seinen Gegner Lord Byron zu diskreditieren, und prägte in diesem Zusammenhang das Schlagwort der Satanic School.

Das Siegel des Baphomet, eine im Satanismus häufig verwandte Variation des Drudenfußes. In der Umschrift steht in hebräischer Schrift „Leviathan“.

Eine erste Erscheinung des Satanismus ist ansatzweise der Hellfire Club im England des 18. Jahrhunderts. Satanistische Tendenzen finden sich „[u]nbestreitbar […] im Okkultismus des 19. Jahrhunderts, offenbar als Reaktion auf den als banal empfundenen, fortschrittsgläubigen Materialismus dieser Epoche, der die orthodoxe Gläubigkeit weitgehend ablehnte, aber dennoch ‚dunkle Mysterien‘ verlangte“. Frankreich, das mit Individuen wie Éliphas Lévi eine Pionierrolle für den Okkultismus hatte, wird als „Brutstätte des modernen Satanismus“ angesehen und der Dichter Baudelaire als wichtige Figur dieses modernen Satanismus und „vielleicht […] erste voll bewußte Persönlichkeit in der Geschichte des Satanskultes“ bezeichnet, wobei die Bezeichnung als „moderner Satanismus“ hier noch eine andere Bedeutung hat als bei LaVeys späterer Auslegung. Im 20. Jahrhundert gründeten sich zahlreiche weitere Vereinigungen. Der britische Magier Aleister Crowley wird oftmals als Satanist eingestuft, war allerdings ein wichtiger Vorreiter des modernen Satanismus. Die Verbindung von Satanismus und der auf Crowley zurückgehenden neureligiösen Bewegung Thelema wurde durch den britischen Schriftsteller Dennis Wheatley geprägt.
Ein wirklich praktizierter Satanskult lässt sich erst in der zweiten Hälfte des 20. Jahrhunderts nachweisen. Bis in die 1960er Jahre hinein gab es keine eigene satanistische Tradition, auf die sich die Anhänger dieser Weltanschauung beziehen konnten. Alle Veröffentlichungen zum Thema stammten nach Darstellung des amerikanischen Religionswissenschaftlers J. Gordon Melton bis dahin ausschließlich von entschiedenen Gegnern des Satanismus, in der Hauptsache von konservativen Christen. Obwohl diese niemals an Schwarzen Messen teilgenommen hatten, beschrieben sie sie dennoch wiederholt in großem Detailreichtum. An diesen nicht-satanistischen Quellen orientierten sich über zwei Jahrhunderte alle Versuche, satanistische Gemeinschaften zu konstituieren. Das änderte sich 1966, als Anton Szandor LaVey die Church of Satan gründete und den Satanismus als Erster öffentlich zu einem eigenständigen achristlichen Religionssystem machte. Dabei verband er religiöse Rituale mit burlesker Religionsparodie. Seine Satanische Bibel (1968) wurde inhaltlich in großen Teilen bereits von Crowley und dem sozialdarwinistischen Buch Might is Right (1896), dessen unbekannter Autor unter dem Pseudonym Ragnar Redbeard firmiert, vorweggenommen. Satan „ist hier nicht der mittelalterliche Gottseibeiuns mit der Mistgabel, sondern das Prinzip ‚Lust‘ und ‚unbedingte Freiheit‘ – das auf links gedrehte ‚peace, love and happiness‘ von LaVeys Hippie-Nachbarn im San Francisco der sechziger Jahre“ Stattdessen vertritt diese Kirche eine atheistische Philosophie und bestreitet die „Wirklichkeit einer jeglichen spirituellen Existenz“; die von ihr aufgegriffenen Aspekte der Ritualmagie werden entsprechend als „selbst-veränderndes Psychodrama […], um sich von aufgestauten Gefühlen zu befreien“ und „fast ein Ersatz für Psychotherapie“ erklärt, das keine Glaubenselemente enthalte. Er „wollte, dass Satanismus ein Werkzeug ist, um das Leben eines jeden Satanisten zu verbessern“, und die Church of Satan „sollte das Mittel sein, um diese Philosophie so originalgetreu wie möglich zu verbreiten“. Andere Strömungen innerhalb des Satanismus lehnen LaVeys Auslegung ab, weil sie „sehr menschlich“ sei, besage, dass „die einfachste Hausfrau Satanist sein kann“ und es für die meisten Personen sehr einfach sei, den Inhalten zuzustimmen, sie „nahezu universell lesbar“ seien, und erkennen sie nicht als satanistisch an. LaVey habe nie die dunkle Seite des Lebens praktisch zu erfahren oder Böses zu praktizieren versucht. Stattdessen verbreite die CoS „eigentlich nichts anderes als magisch verbrämten Hedonismus. Aus Crowleys tiefsinnigem ‚Do what thou wilt‘ mache sie ein plattes ‚Do as you like‘. Die Satanskirche wendet sich gegen Puritanismus in jeder Form, aber auch gegen Mystik und Drogengebrauch (sehr zum Unterschied von Crowley). Ihre Sozialmoral ist machiavellistisch, ihr Weltbild kynisch-epikuräisch. Bei ihrer Magie handelt es sich um ein geschickt zusammengestelltes Arsenal von Techniken der Verhaltenstherapie, die LaVey ungeniert zu Höchstpreisen vermarktet.“ Die Church of Satan fand zahlreiche prominente Unterstützer und Anhänger und ist „längst Pop“. Entsprechend gilt es als „‚Verdienst‘ der Church of Satan, dem Satanismus den Nimbus des Elitären genommen und ihn im gottlosen Kapitalismus verankert zu haben, weshalb die magische Konkurrenz sie gern als okkulten Drive-in belächelt“. Von der Church of Satan spaltete sich 1975 nach internen Streitigkeit der Temple of Set ab, der von traditionellen Satanisten ebenfalls nicht anerkannt wird. Obwohl sich herausstellte, dass „Legende und Wirklichkeit in LaVeys bunter Biographie nicht übereinstimmen“, wurde der Mythos um seine Person dadurch „kaum angekratzt“. Nach LaVeys Tod 1997 kam es zu vier Jahre andauernden Streitigkeiten um seine Nachfolge; der Journalist Lawrence Wright äußerte, die Church of Satan habe keine Zukunft, „es sei denn, es käme eine Figur mit ähnlichem Charisma daher“. 2001 wurde Peter H. Gilmore der neue Hohepriester der Kirche.
In den 1970er Jahren soll der Order of Nine Angles gegründet worden sein. Dieser bezeichnete sich als erste Gruppierung in seinen Schriften als Vertreter eines traditionellen Satanismus. Diese Bezeichnung steht nicht für Satanismus im traditionellen Sinne der Verehrung eines realen Satans, sondern für eine vom ONA behauptete geheime Tradition über mehrere Generationen; diese Behauptung wird jedoch angezweifelt. Für den ONA geht traditioneller Satanismus weit über die Befriedigung des Lustprinzips hinaus und beinhaltet Selbstbeherrschung, Selbstüberwindung und kosmische Weisheit. Seine Vorstellung von Satanismus ist pragmatisch mit einem Schwerpunkt auf der Evolution des Individuums durch gefährliche Situationen. Die Bezeichnung als „traditioneller Satanismus“ wird aber auch unabhängig vom ONA von zahlreichen theistischen Satanisten verwandt, andere bevorzugen die Bezeichnung „theistischer Satanismus“, auch zur Abgrenzung vom ONA.

### Satanismus in Musik und Subkulturen
Vielen Subkulturen und Musikrichtungen wird nachgesagt, ihre Szenegänger würden dem Satanismus frönen, wobei entweder den Musikern ein Pakt mit dem Teufel oder die Verwendung von Rückwärtsbotschaften vorgeworfen wird oder man sich darunter unwissentlich Jugendsatanismus vorstellt. Dies ist jedoch in den allermeisten Fällen vollkommen falsch.
Die Gothic-Subkultur findet sich wohl am häufigsten mit diesem Vorurteil konfrontiert. Das Kokettieren der Goths mit satanischer und dunkler Ästhetik – Petruskreuze (das auf dem Kopf stehende Kreuz ist nicht zwangsläufig antichristlich), Pentagramme und andere okkulte Symbole als Schmuck, schwarze Gewänder, düstere Musik – wird als Ausdruck einer Geisteshaltung oder gar Bestätigung für kultische Aktivitäten überbewertet. Die evangelische Informationsstelle Relinfo urteilt im Zusammenhang mit den Gruftis, einer Splitterkultur der Gothic-Szene: „Zwar trifft es zu, dass manch ein ‚Gruftie‘ sich satanistisch weiterbildete und/oder von satanistischen Zirkeln angeworben wurde, den meisten ‚Grufties‘ war Satan aber kein Anliegen. Ihr Outfit und ihre Praktiken entsprangen vielmehr einer morbiden Grundstimmung, die das einigende Element der ‚Gruftie‘-Szene darstellte. Inzwischen sind die Grufties im Gegensatz zum Jugendsatanismus praktisch verschwunden, was deutlich belegt, dass der Zusammenhang der beiden Phänomene ein gar so enger nicht gewesen sein kann.“ Die Texte der Musik der Gothic-Kultur geben hier mehr Aufschluss über eine introvertierte Gefühlswelt von Melancholie und Weltschmerz.
Auch die Metal-Subkultur bedient sich stellenweise satanistischer Symbole. Mit welcher Häufigkeit und Ernsthaftigkeit, hängt ausgesprochen stark davon ab, in welcher Subszene des Metal man sich bewegt. In den meisten Subszenen werden, entgegen allen Vorurteilen, tatsächlich nur sehr selten satanistische Symbole verwendet, und entsprechendes Gedankengut ist mitunter gar nicht präsent. Meist dient satanische Symbolik im Metal ausschließlich der Provokation und Rebellion und der Betonung der eigenen Freiheit. In der Subszene des Death Metal ist eine antichristliche bis satanische Symbolik vereinzelt vorzufinden, was in erster Linie jedoch mit dem Ziel einer künstlerisch inspirierten (manchmal auch kommerziell kalkulierten) Provokation geschieht. Die Black-Metal-Szene hingegen ist über den Satanismus definiert. Hier versuchen sich Bands wie Gorgoroth gegenseitig zu übertrumpfen in ihrem Gebrauch gewalttätiger, dämonischer und aggressiv antichristlicher Themen. Dabei spielen nicht nur die Musik und die Texte eine Rolle, sondern auch eine extrem übertriebene, dramatische Bühnenperformanz, bei der unter anderem Schafskadaver und gefesselte nackte Frauen zum Einsatz kamen.
Satanismus findet sich auch in der Industrial-Subkultur, wo sich einzelne Musiker mit Okkultismus und Satanismus beschäftigen; einige Musiker wie Reverend Thomas Thorn (The Electric Hellfire Club) und Boyd Rice sind Mitglieder der Church of Satan.
Nachweisbar ist auch ein so genannter Jugend-Satanismus. Hierbei handelt es sich um ein Phänomen nicht oder nur locker organisierter Jugendlicher in der Protest- und Selbstfindungsphase, denen es nicht um eine geschlossene Sinngebung geht. Vielmehr setzen sie sich nach eigenem Gutdünken aus medial vorgefundenen Versatzstücken versuchsweise Überzeugungen und Praktiken zusammen (so genannte „Sinn-Bricolage“), was den Bedeutungsverlust des Religiösen in der modernen Welt spiegelt. Einzelfälle dieses Jugend-Satanismus, etwa Friedhofsschändungen, erhalten durch oft reißerisch überzeichnete Darstellungen in den Medien Aufmerksamkeit, teilweise sind sie sogar für den Mediengebrauch inszeniert.

## Satanistische Organisationen
- Church of Satan
- Misanthropic Luciferian Order
- Order of Nine Angles
- Temple of Set
- The Satanic Temple

### Primärliteratur
- Frater Eremor: Im Kraftstrom des Satan-Set – Der Pfad der dunklen Einweihung. Second Sight Books.
- Frank Lerch: Ouroboros Files. Lübeck 2002, ISBN 3-89094-353-5.
- Ragnar Redbeard, Anton Szandor LaVey (Vorwort): Might is Right. Die Philosophie der Macht, Edition Esoterick, Siegburg 2004, ISBN 3-936830-15-0.
- Anton Szandor LaVey: Die Satanische Bibel u. Rituale. ISBN 3-935684-05-3.

### Sekundärliteratur
- Gavin Baddeley: Lucifer Rising. London 1999, ISBN 0-85965-280-7; 2001, ISBN 3-935684-02-9.
- Stephen Flowers: Lords of the Left-Hand Path. Smithville, Texas 1997, ISBN 1-885972-08-3.
- Karl R. H. Frick:  Satan und die Satanisten I–III. Satanismus und Freimaurerei – Ihre Geschichte bis zur Gegenwart. II Marix Verlag GmbH, Wiesbaden 2006, ISBN 978-3-86539-069-1.
- Andreas Huettl, P.-R. König: Satan – Jünger, Jäger und Justiz. Kreuzfeuer Verlag, Großpösna 2006, ISBN 3-937611-01-0.
- James R. Lewis: Who Serves Satan? An demographic and Ideological Profile. In: Marburg Journal of Religion 6, H. 2 (2001), S. 1–25 (online; PDF; 235 kB).
- Michael Moynihan, Didrik Søderlind: Lords of Chaos. Satanischer Metal – Der blutige Aufstieg aus dem Untergrund. ISBN 3-936878-00-5.
- Elaine Pagels: Satans Ursprung. Suhrkamp, 1998.
- Joachim Schmidt: Satanismus – Mythos und Wirklichkeit. Marburg 2002. ISBN 3-927165-66-2.